# ألان دونالدسون
ألان دونالدسون هو كاتب كندي، ولد في 2 أكتوبر 1929.